# Mail Delivery Agent
Mail Delivery Agent (zkratka MDA) je počítačový program, který doručuje zprávy elektronické pošty do jednotlivých poštovních schránek uživatelů poté, co přepravce pošty (MTA) rozhodne, že jsou přijaty a patří místnímu uživateli.

## Implementace
Mail Delivery Agent (MDA) nemusí být nutně součástí Mail Transfer Agenta (MTA), přestože obě funkce jsou implementovány stejným programem nebo programem pocházejícím ze stejného zdroje. Některé MTA umožňují správci systému zvolit nejvýhodnější MDA pro jeho konfiguraci.
Na unixových systémech patří mezi nejpopulárnější MDA programy procmail a maildrop. Síťově orientované MDA často používají protokol LMTP.